# Cazombo
Cazombo ist eine Ortschaft, ein gleichnamiger Kreis (Município) und Hauptstadt der 2024 gegründeten Provinz Moxico Leste im Osten Angolas. Cazombo liegt am Oberlauf des Sambesi im Grenzgebiet des Dreiländerecks der Demokratischen Republik Kongo im Norden, Sambia im Osten und Angola. Vor 2024 war der Ort Sitz des Kreises Alto Zambeze.
Erst langsam erholt sich Cazombo von den Folgen des angolanischen Bürgerkriegs (1975–2002) und der Überbevölkerung durch die Rückkehr der Flüchtlinge danach.

## Verkehr
Cazombo liegt an der Nationalstraße EN 190. Die meist als Cazombo Bridge bezeichnete Brücke über den Sambesi wurde im Bürgerkrieg zerstört, 2008 als Behelfsbrücke wieder eröffnet. 2014 wurde eine neue Betonbrücke eingeweiht.
Cazombo verfügt über einen Flughafen, den Flughafen Cazombo (IATA-Flughafencode: CAV, ICAO-Code: FNCZ).